# Santa Maria de Lamas
Santa Maria de Lamas es una freguesia portuguesa del concelho de Santa Maria da Feira, con 3,92 km² de superficie y 5.120 habitantes (2001). Su densidad de población es de 1 306,1 hab/km².